# 농축 우라늄

우라늄-238(파랑)과 우라늄-235(빨강)의 비율

농축(濃縮) 우라늄은 농축 과정을 통해 우라늄-238의 비율을 줄이고 우라늄-235의 비율을 높인 우라늄을 말한다. 천연 우라늄에는 우라늄-235의 비율이 0.72%에 불과하다.
원자로의 형식에 따라 5% 또는 20% 정도의 저농축우라늄이나 90% 정도의 고농축우라늄이 사용된다. 원자폭탄에는 순도가 높은 우라늄-235(85% 이상)가 필요하다. 농축우라늄을 사용하면 흡수되어 버리는 중성자의 비율이 적어지므로 원자로 속의 다른 재료의 선택이나 설계가 쉬워진다.

## 농축 방법
농축하는 데는 막대한 전력과 비용이 들고 많은 천연우라늄이 허비된다. 우라늄의 농축이 곤란한 것은 우라늄-235와 우라늄-238의 화학적인 성질이 같기 때문에, 겨우 1.3%의 원자의 무게의 차이를 이용하여 물리적 방법으로 그것들을 분리하는 수밖에 없는 까닭이다. 그 방법으로는 다음과 같은 것이 있다.

### 가스확산법
우라늄을 기체 화합물인 6불화우라늄으로 만들어 다공성(多孔性) 벽을 통해서 내뿜으면 가벼운 기체가 먼저 나오고, 무거운 기체가 뒤에 남는 성질이 있다. 몇 단계든 같은 일을 되풀이하면 차차 성분이 분리된다.

### 열확산법
우라늄을 액체의 화합물로서 동심원통상(同心圓筒狀)의 용기 사이에 넣는다. 안쪽을 덥게 하고 바깥 쪽을 차게 해 두면 대류(對流)가 생김과 동시에 가벼운 성분은 고온쪽에, 무거운 성분은 저온쪽에 모인다.

### 원심력법
우라늄의 기체 화합물을 원심분리기(遠心分離機)에 넣고 고속회전에 의한 커다란 원심력을 작용시키면 가벼운 분자는 회전축 가까이에, 무거운 분자는 회전축에서 먼 곳에 모인다.

### 전자법
기체의 우라늄 화합물에 전자를 방사(放射)하여, 전하를 띤 이온을 만들고 전장(電場) 작용으로 그것을 다르게 해 두어, 자장(磁場)에 따른 굴곡법이 질량에 따라 다른 것을 이용해서 분리한다.

## 등급

### 약농축 우라늄(SEU, slightly enriched uranium)
235U 비율이 0.9%에서 2%인 농축 우라늄이다. CANDU형 중수로 등에서 기존의 천연 우라늄을 대신해서 연료로 사용하기 위해 개발되었다.

### 재처리 우라늄(RepU, reprocessed uranium)
재처리 우라늄(RepU)은 사용후핵연료의 핵연료 재처리와 관련된 핵연료 주기의 산물이다. 경수로의 사용후핵연료에서 나온 재처리 우라늄은 일반적으로 천연 우라늄보다 약간 더 많은 235U를 포함하고 있고, 그러므로 연료로 천연 우라늄을 사용하는 원자로에 사용할 수도 있다. 한편 재처리 우라늄에는 원하지 않는 동위원소인 우라늄-236도 포함되어 있는데, 우라늄-236은 중성자 포획을 거쳐 중성자를 낭비시켜 더 높은 수준의 235U 농축을 필요로 하게 되며 넵투늄-237을 형성한다. 넵투늄-237은 핵폐기물을 처리하는 심층처분 시에 가장 잘 반응하여 문제가 될 여지가 큰 방사성 핵종 가운데 하나이다.

### 저농축 우라늄(LEU, low-enriched uranium)
235U 비율이 20% 이하인 농축 우라늄이다. 경수로 등에는 235U 비율이 3~5%인 연료를 사용한다.

### 고농축 우라늄(HEU, highly enriched uranium)
235U 비율이 20%가 넘는 농축 우라늄이다. 핵무기에서 핵분열 연쇄 반응을 일으키는 데 사용된다. 원자력 잠수함 등에서 사용되는 고속 중성자로에도 235U 비율이 50%가 넘는 농축 우라늄을 사용한다.

## 같이 보기
- 우라늄 레이저 농축법